# 沃訥托里鄉 (梅赫丁茨縣)
44°15′00″N 22°56′00″E / 44.25°N 22.9333°E
沃訥托里鄉（羅馬尼亞語：Comuna Vânători, Mehedinți），是羅馬尼亞的鄉份，位於該國西南部，由梅赫丁茨縣負責管轄，面積49平方公里，海拔高度83米，2007年人口2,252，人口密度每平方公里46人。